# ISO 3166-2:EG
ISO 3166-2:EG és el subconjunt per a Egipte de l'estàndard ISO 3166-2, publicat per l'Organització Internacional per Estandardització (ISO) que defineix els codis de les principals subdivisions administratives.
Actualment per a Egipte l'estàndard ISO 3166-2 està format per 27 governacions. El 2008 es van crear dues noves governacions, 6 d'Octubre i Helwan, que van retornar respectivament a les del Caire i Guiza el 2011.
Cada codi es compon de dues parts, separades per un guió. La primera part és EG, el codi ISO 3166-1 alfa-2 per a Egipte. La segona part és una, dues o tres lletres.

## Codis actuals
Els noms de les subdivisions estan llistades segons l'ISO 3166-2 publicat per la "ISO 3166 Maintenance Agency" (ISO 3166/MA).
| Codi   | Nom de la subdivisió (ar) (BGN/PCGN 1956) | Nom de la subdivisió (ca) | Nom de la subdivisió (ar) |
| ------ | ----------------------------------------- | ------------------------- | ------------------------- |
| EG-DK  | Ad Daqahlīyah                             | Daqahliyah                | الدقهلية                  |
| EG-BA  | Al Baḩr al Aḩmar                          | Mar Roja                  | البحر الأحمر              |
| EG-BH  | Al Buḩayrah                               | Buhayra                   | البحيرة                   |
| EG-FYM | Al Fayyūm                                 | Faium                     | الفيوم                    |
| EG-GH  | Al Gharbīyah                              | Gharbiya                  | الغربية                   |
| EG-ALX | Al Iskandarīyah                           | Alexandria                | الإسكندرية                |
| EG-IS  | Al Ismāʿīlīyyah                           | Ismaïlia                  | الإسماعيلية               |
| EG-GZ  | Al Jīzah                                  | Guiza                     | الجيزة                    |
| EG-MNF | Al Minūfīyah                              | Menufeya                  | المنُوفيّة                  |
| EG-MN  | Al Minyā                                  | Minya                     | المنيا                    |
| EG-C   | Al Qāhirah                                | El Caire                  | القاهرة                   |
| EG-KB  | Al Qalyūbīyah                             | Qalyubia                  | القليوبية                 |
| EG-LX  | Al Uqşur                                  | Luxor                     | الأقصر                    |
| EG-WAD | Al Wādī al Jadīd                          | Wadi al Jadid             | الوادي الجديد             |
| EG-SHR | Ash Sharqīyah                             | Sharqia                   | الشرقية                   |
| EG-SUZ | As Suways                                 | Suez                      | السويس                    |
| EG-ASN | Aswān                                     | Assuan                    | أسوان                     |
| EG-AST | Asyūţ                                     | Asyut                     | أسيوط                     |
| EG-BNS | Banī Suwayf                               | Beni Suef                 | بني سويف                  |
| EG-PTS | Būr Sa‘īd                                 | Port Saïd                 | بورسعيد                   |
| EG-DT  | Dumyāţ                                    | Damiata                   | دمياط                     |
| EG-JS  | Janūb Sīnā'                               | Sinaí del Sud             | جنوب سيناء                |
| EG-KFS | Kafr ash Shaykh                           | Kafr al-Sheikh            | كفر الشيخ                 |
| EG-MT  | Maţrūḩ                                    | Matruh                    | مطروح                     |
| EG-KN  | Qinā                                      | Qena                      | قنا                       |
| EG-SIN | Shamāl Sīnā'                              | Sinaí del Nord            | شمال سيناء                |
| EG-SHG | Sūhāj                                     | Sohag                     | سوهاج                     |

1. ↑  Nom en català no inclòs a l'estàndard ISO 3166-2.
2. ↑  El nom en àrab escrit en alfabet àrab no està inclòs a l'estàndard ISO 3166-2.

## Canvis
Els canvis següents s'han fet i anunciat en documents informatius per l'ISO 3166/MA des de la primera publicació de l'ISO 3166-2 l'any 1998:
| Newsletter | Data publicació | Descripció del canvi |
| ---------- | --------------- | --- |
| 1a edició  | 2007-12-13      | Aquest canvi es va fer a la segona edició de la ISO 3166-2, sense que s'anunciés a cap newsletter. (Afegit: EG-LX Luxor) |
| 2a edició  | 2010-06-30      | Afegies les governacions 6 d'Octubre (EG-SU) i Helwan (EG-HU) Aquest canvi va ser revertit el 2011.                      |